# Martignat
Martignat település Franciaországban, Ain megyében. Lakosainak száma 1667 fő (2022. január 1.). Martignat Apremont, Groissiat, Izernore és Montréal-la-Cluse községekkel határos.

## Népesség
A település népességének változása:
| Lakosok száma | 547  | 875  | 1003 | 1527 | 1584 | 1600 | 1654 | 1667 | 1674 | 1667 |
|               | 1968 | 1982 | 1990 | 2006 | 2013 | 2015 | 2017 | 2019 | 2020 | 2022 |